# Tenshin-ryū
Tenshin-ryū (天心流) è un'antica scuola Giapponese di Kenjutsu fondata più di 400 anni fa nell'era di Kan’ei (1624–1645) nell'epoca Edo e tuttora esistente.
La scuola fu fondata da Tokizawa Yahē (時沢 弥兵衛). Questi imparò il Kenjutsu (combattimento con la spada "Katana") da Yagyū Munenori, all'epoca uno dei più conosciuti Maestri di Kenjutsu della famiglia dello shogunato Tokugawa.
Tempo dopo a Yahē fu concesso di costituire una nuova scuola indipendente dalla scuola principale che nominò Tenshin-ryū. Essa fu instaurata nella Provincia di Harima.
Tenshin-ryū è una Hyōhō (兵法) cioè una scuola comprensiva nella quale vengono insegnate diverse arti marziali:
- Kenjutsu (剣術): combattimento con la spada "Katana"
- Iaidō (抜刀術): tecniche di estrazione della spada "Katana"
- Sōjutsu (槍術): combattimento con la lancia "Yari"
- Jūmonjiyarijutsu (十文字槍術): combattimento con la lancia "Jūmonjiyari"
- Naginatajutsu (薙刀術): combattimento con l'arma inastata "Naginata"
- Kusarigamajutsu (鎖鎌術): combattimento con la falce "Kusarigama"
- Tessajutsu (鉄鎖術): combattimento con catene di ferro
- Yawara (柔): combattimento corpo a corpo/lotta libera senza armi

## Grandi maestri
- Ishii Seizo (nato nel 1892 a Tokyo) era l'8º Gran Maestro.[1]
- Nakamura Tenshin (nato nel 1943) è il 9º Gran Maestro.[1]
- Kuwami Masakumo (nato nel 1978) è il 10º Gran Maestro dall'11 febbraio 2012.[1]
- Ide Ryusetsu (nato nel 1983) è l'11º Gran Maestro dal 1º maggio 2019.[1]